# Château de Viaziomy
Le château de Viaziomy, ou Vazemy, (усабьба Вязëмы) est un château situé à 30 kilomètres de Moscou au bord de la Viaziomka, à Bolchie Viaziomy, qui appartient au raïon d'Odintsovo, sur la route de Mojaïsk (anciennement grand-route de Smolensk). Le château et son territoire font partie du complexe du musée national historique-littéraire et de la réserve naturelle Pouchkine (nom officiel).

## Historique
Le domaine est mentionné au XVIe siècle et se trouve à l'époque d'Ivan le Terrible sur la route de Smolensk, comme dernier arrêt avant Moscou. Il est donné en 1584 au boyard Boris Godounov qui y fait construire un grand manoir de bois et une grande église de pierre dédiée à la Transfiguration du Sauveur. Un monastère dédié à saint Jean l'Évangéliste se trouve à proximité, ainsi que des bâtiments commerciaux pour le marché, avec des isbas, le tout est ceinturé d'une palissade de bois avec cinq tours.Seuls de cette époque, le clocher de pierre de l'église et l'église elle-même sont conservés aujourd'hui.
Le Faux Dimitri en fait son quartier général pendant le Temps des Troubles et Marina Mniszek y demeure aussi. Lorsque Michel Romanov montre sur le trône, le domaine devient l'une des résidences du tsar en 1618.

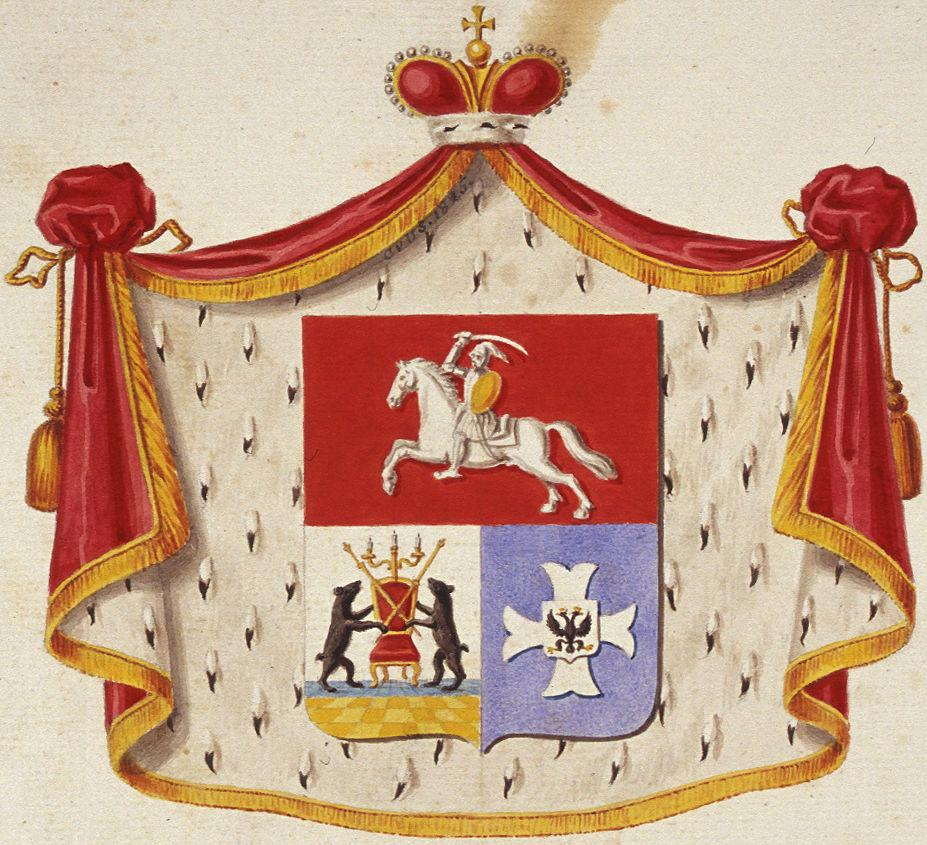
Les armoiries de la famille Galitzine

Pierre le Grand le donne, en 1694, à son favori et ancien gouverneur, le prince Boris Galitzine (1651-1714) qui s'y rend rarement, préférant ses terres de Doubrovitsy. L'histoire moderne du château commence avec son petit-fils, le prince Nicolas Mikhaïlovitch, qui fait construire un nouveau château de pierre et des dépendances, celles-ci sont terminées en 1770, et le château en 1784, entouré d'un parc régulier.
Le général Koutouzov s'y arrête pendant la campagne de 1812, et un peu plus tard Napoléon. Le château est lié à l'histoire de Pouchkine, car il passa une partie de son enfance dans le domaine de Zakhorovo à proximité. Le personnage principal de La Dame de pique est inspiré de la princesse Nathalie Galitzine (1741-1837) qui était propriétaire de Viaziomy (surnommée en français à l'époque la princesse Moustache).
Le dernier propriétaire de Viaziomy fut S.A.S. le Prince Dimitri Borisevitch Galitzine (1851 - 1920).
Les Galitzine ont reçu au château les visites - entre autres - de l'empereur Paul Ier, de Gogol, de Przewalski, du peintre Valéry Brioussov et de Tolstoï.

## Ensemble architectural

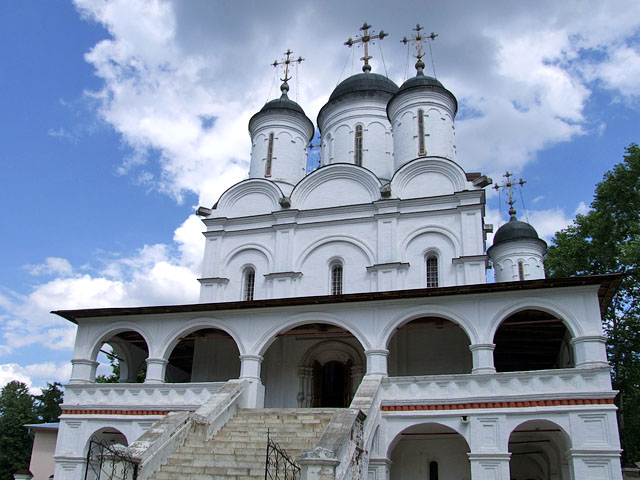
Спасо-Преображенский собор

Le musée comprend aujourd'hui l'église de la Transfiguration (fin XVIe siècle) et son clocher à part, le château et ses dépendances (seconde moitié du XVIIIe siècle), la maison du prêtre, la digue construite sous Boris Godounov et le pont datant de 1820, le parc ainsi que son jardin à la française, la statue de Pouchkine, les écuries et divers bâtiment des XVIIIe et XIXe siècles.
Le château à un étage est construit selon un plan rectangulaire et ses façades néoclassiques sont extrêmement dépouillées, sans colonnades ni avant-corps sur la façade d'honneur. Il est juste dominé par un petit belvédère octogonal. La façade donnant sur la pelouse du parc et au loin sur la réserve d'eau possède juste en son milieu un léger avant-corps semi-circulaire, ouvrant sur une petite terrasse.
L'intérieur présente une collection de meubles et d'œuvres d'art remarquables, notamment du premier tiers du XIXe siècle, avec des portraits de famille et des personnages de l'époque, dont celui de Paul Ier dans la salle-à-manger avec son poêle à la russe. Un tableau représentant Napoléon se trouve dans le salon de musique. La collection de porcelaine et celle d'uniformes de l'époque napoléonienne sont particulièrement appréciées.
Les visiteurs se trouvant à Moscou peuvent rejoindre le château à partir de la gare de Biélorussie.

## Galerie

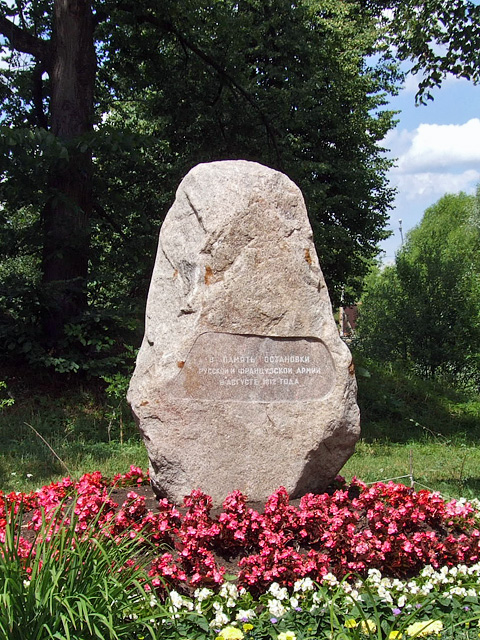
Pierre mémoriale rappelant le cantonnement des troupes de Koutouzov, puis de Napoléon au domaine
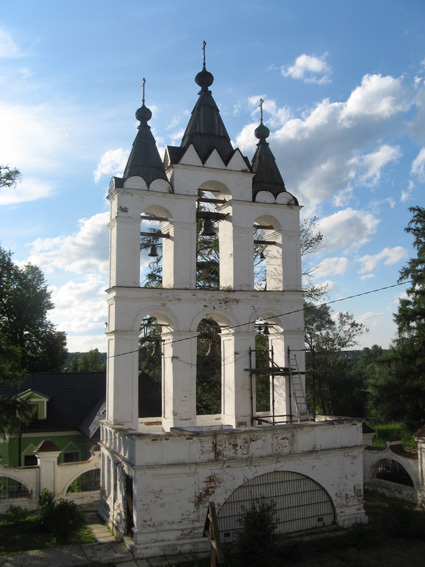
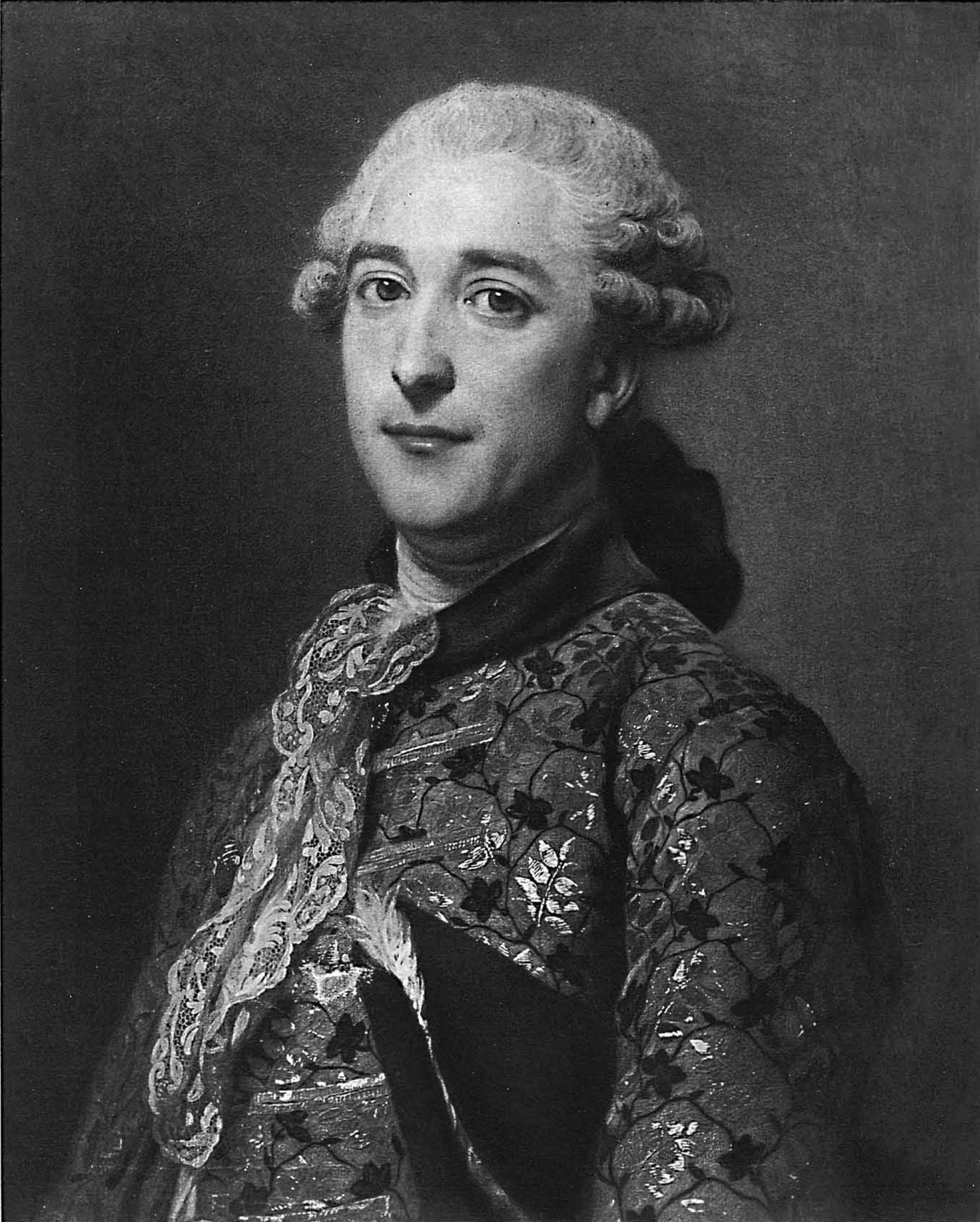
Portrait du prince Vladimir Galitzine par Alexander Roslin

## Source
- (ru) Cet article est partiellement ou en totalité issu de l’article de Wikipédia en russe intitulé « Вяземы (усадьба) » (voir la liste des auteurs).